# Jorge Castillo Fan
Jorge Castillo Fan (n. Piura, Perú, 1967) es un poeta peruano. Pertenece a la llamada Generación del Noventa, junto a otros nombres importantes en la Poesía de su país: Luis Fernando Chueca, Roxana Crisólogo, Leoncio Luque, Ericka Ghersi, Miguel Ildefonso, Carlos Oliva, Montserrat Álvarez, José Carlos Yrigoyen, entre otros. En 1995 fundó, junto a Lelis Rebolledo, el colectivo artístico Ángeles del Abismo.

## Obra
- Insurrección del Silencio (Sindicato de PETROPERÚ, Talara, 1994)
- Eco del Fuego (Artetéreo Ediciones, Piura, 1995)
- Revólver del Amor (revista La Tortuga Ecuestre, Lima, 1996)
- Canción Triste de Cualquier Hombre (Ángeles del Abismo Editores, Talara, 1998; Editorial Delirio, Lima, 2003; Editorial Zignos, Lima, 2006)
- Lámpara de Fiebre (Editorial Delirio, Lima, 2003; Editorial Zignos, Lima, 2006)
- Yo Soy Aquel Espejo (Editorial Delirio, Lima, 2003; Editorial Zignos, Lima, 2006)
- Sol del Verbo. Poesía y Narrativa del Norte (Prólogo y Selección del autor, Editorial América, Lima, 2012)
- Los Ases Ocultos. Muestra de poetas hispanoamericanos del Siglo XX (Prólogo y Selección del autor, Editorial América, Lima, 2015)
- Del Mar y otros Misterios (Editorial SUMMA, Lima, 2018)
- Veinte Sonetos de Amor y una Canción Inesperada (Editorial SUMMA, Lima, 2019)
- La vida en risa (Lima, 2022)
- Don búho y una gran lección (Lima, 2024)

Poemas suyos y estudios en torno a su obra poética han sido difundidos en antologías, así como por diferentes canales de Arte, Literatura y Comunicación Social de América y Europa.
- Homenaje al Centenario de César Vallejo,
- Poetas de la Región Grau (revista Intihuatana, Sullana, 1992),
- El Verdor del Algarrobo, Muestra de Ocho Poetas Piuranos (revista La Tortuga Ecuestre, Lima, 1997),[1]
- Karminka, Antología de la Poesía Piurana, de Julio Aponte (Juan Gutemberg Editores, Lima, 2000),
- Literatura de Piura, de Harold Alva (Fondo Editorial Cultura Peruana, Colección PERÚ LEE, Lima, 2006),
- Poética Piurana de las Postrimerías: Sus Pulsaciones Seculares y Sus Rasgos Divergentes, de Ricardo Musse (Municipalidad Provincial de Piura, Piura, 2009),
- Ausente ardor de arena y algarrobos. Antología de la poesía piurana contemporánea de Miguel Hernández Sandoval (Lima, 2017),
- Antología de Poesía Hispanoamericana, de Blanca Orozco de Mateos (México: www.palabravirtual.com),
- Antología de Poesía Hispanoamericana 2009 (Colima, México, Ediciones Jaguar), * Antología Virtual Poetas del Mundo (Chile, Ediciones La Silla:

http://antologiavirtualpoetasdelmundo.blogspot.com), 
- Poetas Siglo XXI, Antología Mundial, de Fernando Sabido Sánchez (España: http://poetassigloveintiuno.blogspot.com).

### En español
- La Insurrección del Silencio en los ojos profundos de tu mente / Willy Cabrera, 1993
- La Insurrección del Silencio / José Díaz Sánchez, 1995
- Collage para un Poetik del arco iris en la Tierra de los Pariñaks / Lelis Rebolledo, 1995
- Jorge Castillo Fan: la cristianización vanguardista de un Ángel del abismo / Ricardo Musse Carrasco, 1995
- La quemante lava de sensibilidad de Eco del Fuego / José María Gahona, 1996
- La última canción desesperada / Márcio Catunda, 2003
- Entre Jorge Castillo Fan y Erica Jong: una canción triste / Orlando Alcántara Fernández, 2003
- La ilusión interior: Sacrificiales / Manuel Lozano, 2003
- Esa lámpara existe / Pilar García Puerta, 2003
- Cuando la Poesía es un pájaro de fuego o un signo de esta lejanía / Ítalo Morales Viera, 2004
- Signos de luces y sombras: territorio prohibido para los límites / Ítalo Morales Viera, 2004
- Heridas en la lengua del espejo / Lisi Turrá, 2004
- Alegorías y espejos / Agustín Labrada, 2005
- El espejo de la Poesía / Óscar Wong, 2005
- Acerca de Yo Soy Aquel Espejo, de Jorge Castillo Fan / Julio Torres-Recinos, 2005
- "La Danza de la Muerte", de Heidelberg, en la Poesía de Jorge Castillo Fan / José Pablo Quevedo, 2005
- Ilíada en la ausencia / Laura Hernández Muñoz, 2010
- Una canción magistral / Ernesto Kahan, 2010
- Jorge Castillo Fan: lo que pueden sus palabras cuando cantan / Carlos Garrido Chalén, 2010
- Lámpara de Fiebre o la quemazón de las palabras / Luis Benítez, 2010
- Jorge Castillo Fan o el Triunfo de lo Inesperado / Julio Carmona, 2019
- Los Últimos Días / Máximo Coronado Talledo 2009

### En italiano
Andar il otro confine / Giovanna Mulas, 2010

## Premios
Reacio a participar en concursos literarios, solo lo hizo en los JUEGOS FLORALES DE LA MUNICIPALIDAD PROVINCIAL DE SULLANA 2009,certamen en el que obtuvo el segundo puesto.

## Reconocimientos
- Personaje Ilustre de Piura, por la IEP Hogar San Antonio: Piura, 2015
- Personaje Ilustre del Distrito de Castilla, Piura

## Apreciación de su obra
- Castillo Fan ha venido a darnos una lección de Poesía. (Víctor Borrero Vargas)
- Piura tiene, en Jorge Castillo Fan, y desde hace mucho tiempo, a un gran poeta. (Julio Carmona)
- Su lirismo no es común. Su lirismo es de una naturaleza ardiente que hace estallar antológicamente el lenguaje. Y también toda la lógica anquilosada de este mundo… Bendito seas entre todos los poetik’s. (Lelis Rebolledo)
- Jorge Castillo Fan sabe lo que quiere. Y por eso su poesía es un caminar hacia un destino de grandes luminosidades. (Carlos Garrido Chalén)
- Cuando leí Canción Triste de Cualquier Hombre  —¡qué título majestuoso y cierto!—rápidamente tomé conciencia de que debía marcar casi todos los poemas y versos, porque todos son una canción triste con un lirismo impresionante… Con plena convicción, recomiendo este libro a todos los que aman la buena poesía. Un libro que ingresará en las compilaciones de las mejores obras de la Literatura Castellana. (Ernesto Kahan)
- El poeta canta desde el sueño hacia lo real, traza paralelas con palabras que son incesantes y  refulgentes antorchas…. Un lirismo que no mira sobre las cosas, sino que las despierta con un toque mágico y demoledor. Da vida a lo oscuro y anuncia la calcinación de lo acaecido. (Ítalo Morales)
- Lúcido, nos canta Jorge Castillo Fan desde la postura inconmovible de lo eterno… Cada verso destila una riqueza polivalente que aterra con sus múltiples sentidos.  Escritura múltiple: múltiple lectura. Manifold language. Existe una simbiosis taxonómica-osmótica muy interesante, extraordinaria por demás, en la poética de Castillo Fan. (Orlando Alcántara Fernández)
- ¡Alabados sean los poetas redentores del hombre, antenas de la raza! Poetas de la estirpe de Jorge Castillo Fan... ¡Humanísimo canto de amor que se entona en esa canción triste... Humanísimo canto tejido con manos de rocío y corazón de relámpago! (Márcio Catunda).
- Urticantes y corrosivos son los fuegos interiores de la poesía de Jorge Castillo Fan…Canción triste, magistral, Canción Triste de Cualquier Hombre acredita de manera certera y convincente la presencia de Castillo Fan en el firmamento de la Poesía Peruana Contemporánea, con una forma telúrica de poetizar, con una maestría ejemplar y un dominio que busca el orden en la  estructura rítmica de la poesía intemporal que nos ofrece en este bello poemario. (Gustavo Armijos)
- Castillo Fan es uno de esos —cada vez más raros— poetas para quienes lo más importante es la palabra y su resonancia eterna…De lo mejor que he leído de poesía norteña en los últimos años. (Víctor Coral)
- Lámpara de Fiebre se constituye en un avasallante fulgor de signos que sugieren, a un primer nivel,  una cascada de imágenes que transitan entre la frágil contemplación de lo real y la marejada onírica. Mantiene una profunda autorreferencialidad con el lenguaje, el mismo que  —por su propia dinámica—se torna en medio y  objeto, al mismo tiempo. (Ítalo Morales)
- Paradójica, líquida, sólida, gaseosa, deslizante, sutil, precisa, descarnada... la poesía de Jorge Castillo Fan  conoce ese otro que es posible crear partiendo de lo imposible, (Pilar García Puerta).
- Lámpara de Fiebre busca recrear algunos temas acuñados en nuestra tradición literaria, y lo hace con un espíritu de novedad y un buen manejo del oficio poético. (Camilo Fernández Cozman)
- Jorge Castillo Fan, declarador de vértigos, anunciador de crueles separaciones en la descripción de un mundo en duelo, provoca con su Lámpara de Fiebre que esta diáspora sea un medio de llegar a descubrir-revelar zonas vedadas a plena luz del día… Es que el autor abraza, desde el comienzo, la búsqueda de esta vía con una terca convicción tan cercana a las pesadillas, ese tigre del género, según nos recordara Borges… Éstos son los ojos caníbales que engendran el escenario de espejos cóncavos de la poesía. Ver para fundar. Ver para describir el mundo. Ver para deformar esa descripción del mundo. Ver para difuminarlo…. Así llegamos a aquel punto de éxtasis que tanto obsesionara a Georges Bataille. En Lámpara de Fiebre, ese punto abre puertas de irisamiento y desnudez crecientes. Revela los nudos de la ilusión verbal que tatúan lo nombrado. Nombra con valentía los ritos sacrificiales de la desesperante condición humana. (Manuel Lozano)
- Su poesía tiene el vértigo, la fuerza, la inteligencia y el rigor. (Martha Rivera-Garrido)
- He aquí la función de Castillo Fan a través del ritual de la escritura, manifestándose en cada verso, en cada sonido representado, refigurado, prefigurado. El poeta vuelve, convierte las palabras en algo mágico, las trastoca para volverlas útiles y hacerlas nuevas, puesto que la poesía devuelve al lenguaje a su fuente original (Óscar Wong)
- Jorge Castillo Fan difumina los signos gramaticales, recurre a la enumeración caótica, inventa nuevas palabras, supera la metáfora convencional, sintetiza y mezcla elementos de diversas escuelas literarias y, con esa fusión estética, logra una unidad estilística en forma de poemas para compartir con los lectores su gran alegoría… Castillo Fan nos ofrece una obra de intenso lirismo. (Agustín Labrada)
- Lo que tenemos en estos poemas de Castillo Fan es una poética de avanzada en la que se evidencia un registro y un contenido poéticos muy bien trabajados. Es el poeta obrero de la palabra que se esmera por darle una expresión acorde a la emoción… Yo Soy Aquel Espejo nos permite apreciar el trabajo de un poeta que sabe por qué derroteros se dirige y que tiene conciencia de los recursos que un poeta de nuestro tiempo tiene a su alcance. Para los lectores será un gran placer adentrarse en la lectura de este libro que, sin duda, es una contribución sólida al discurso poético contemporáneo del Perú. (Julio Torres-Recinos).
- A la estética de la sorpresa, Jorge Castillo Fan añade la noción de que todo nombre es sorpresivo y, bien visto, sorprendente. Enunciado (dicho en su intensa precisión) y desplegado (libre a su suerte combinatoria) el nombre adquiere en estos poemas nueva vida y función… El sueño de Borges (de noche las palabras se intercambian en el libro) ocurre en este libro de día: las palabras están a punto de cambiar de lugar, ejerciendo su vivacidad… Porque en estos poemas las palabras encienden al lenguaje y, de paso, al lector. (Julio Ortega)
- Para mí es un hallazgo haberme encontrado con tu poesía: es un vuelo verbal esencial y trascendente… difícil encontrar poetas con concepciones así. (Rodrigo Verdugo a Jorge Castillo Fan).
- Así, doblegada por el asombro, es como pude escribir sobre Jorge Castillo Fan y la fuerza que irradia su escritura. Paciencia, sabiduría, rebeldía y pasión, energías reveladoras inoculando su poesía… Si el amor existiera como palabra, Castillo Fan buscaría la manera de fragmentarla para indagar qué hay dentro de ella y, luego, recomponerla para crear una propia que enuncie lo que él precisa decir. (Laura Hernández Muñoz)
- Me satisface descubrir aquí a un magnífico poeta, digno del suelo fértil que engendró a César Vallejo. (Albert Lázaro-Tinaut)
- La nota distintiva de Castillo Fan es el poder sugerente de sus imágenes. El lenguaje de Castillo Fan se aleja de lo coloquial en el sentido que huye de la imagen gastada, para producir un lenguaje natural, lleno de sugerencias e imágenes renovadoras. (José Luis Gómez-Martínez)
- Jorge Castillo Fan, gran poeta peruano, notoriamente una de las voces más interesantes —sin  duda alguna— de la poética latinoamericana actual... Admiración y profundo respeto siento por su destacada obra creativa. (Luis Benítez)